# Championnat de Croatie de football 2004-2005
Navigation
Saison précédente Saison suivante
La saison 2004-2005 du Championnat de Croatie de football est la 14e édition de la première division croate.
Le championnat garde la même formule que la saison dernière : les 12 équipes de 1re division sont groupées au sein d'une poule unique où chaque équipe rencontre ses adversaires deux fois, à domicile et à l'extérieur. À la fin de cette première phase, les six premiers disputent une poule pour le titre, tandis que les six derniers jouent une poule de relégation, avec un barrage contre un club de D2 pour l'avant-dernier et une relégation directe pour le dernier de cette poule.
C'est l'Hajduk Split, tenant du titre, qui termine en tête du championnat. Le club remporte le 6e titre de champion de Croatie de son histoire. La surprise de la saison vient du Dinamo Zagreb, qui à la suite d'une première phase complètement ratée et achevée à la 7e place, est versé dans la poule de relégation.

## Les 12 clubs participants
| - Hajduk Split - NK Zagreb - NK Osijek - Dinamo Zagreb - NK Slaven Belupo - NK Zadar | - NK Varteks Varazdin - NK Rijeka - NK Inter Zapresic - NK Medimurje Cakovec - Promu de D2 - NK Kamen Ingrad Velika - NK Pula 1856 - Promu de D2 |

## Compétition
Le barème de points servant à établir les différents classements se décompose ainsi :
- Victoire : 3 points
- Match nul : 1 point
- Défaite, forfait ou abandon du match : 0 point

### Première phase

#### Classement
| Rang | Équipe                 | Pts | J  | G  | N | P  | Bp | Bc | Diff |
| ---- | ---------------------- | --- | -- | -- | - | -- | -- | -- | ---- |
| 1.   | Hajduk Split T         | 42  | 22 | 13 | 3 | 6  | 39 | 23 | +16  |
| 2.   | HNK Rijeka             | 38  | 22 | 10 | 8 | 4  | 37 | 23 | +14  |
| 3.   | NK Slaven Belupo       | 37  | 22 | 11 | 4 | 7  | 29 | 25 | +4   |
| 4.   | NK Inter Zapresic      | 35  | 22 | 10 | 5 | 7  | 25 | 22 | +3   |
| 5.   | NK Varteks Varaždin    | 34  | 22 | 11 | 1 | 10 | 39 | 30 | +9   |
| 6.   | NK Zagreb              | 33  | 22 | 10 | 3 | 9  | 27 | 24 | +3   |
| 7.   | Dinamo Zagreb          | 33  | 22 | 9  | 6 | 7  | 38 | 30 | +8   |
| 8.   | NK Kamen Ingrad        | 32  | 22 | 10 | 2 | 10 | 30 | 28 | +2   |
| 9.   | NK Osijek              | 30  | 22 | 7  | 9 | 6  | 29 | 32 | -3   |
| 10.  | NK Pula 1856 P         | 26  | 22 | 6  | 8 | 8  | 21 | 23 | -2   |
| 11.  | NK Zadar               | 16  | 22 | 5  | 1 | 16 | 25 | 55 | -30  |
| 12.  | NK Medimurje Cakovec P | 13  | 22 | 3  | 4 | 15 | 18 | 42 | -24  |

| Légende : Qualifications et relégations | Légende : Qualifications et relégations          |
| --------------------------------------- | ------------------------------------------------ |
|                                         | Participation à la poule pour le titre           |
|                                         | Participation à la poule de promotion-relégation |

### Seconde phase
Avant le démarrage de la seconde phase, les équipes conservent la moitié (arrondi par excès) des points obtenus lors de la première phase.

#### Poule pour le titre
| Rang | Équipe              | Pts | J  | G  | N  | P  | Bp | Bc | Diff |
| ---- | ------------------- | --- | -- | -- | -- | -- | -- | -- | ---- |
| 1.   | Hajduk Split T      | 56  | 32 | 16 | 8  | 8  | 58 | 33 | +25  |
| 2.   | NK Inter Zapresic   | 54  | 32 | 15 | 9  | 8  | 44 | 39 | +5   |
| 3.   | NK Zagreb           | 50  | 32 | 15 | 5  | 12 | 50 | 42 | +8   |
| 4.   | HNK Rijeka C        | 47  | 32 | 11 | 14 | 7  | 52 | 40 | +12  |
| 5.   | NK Varteks Varaždin | 45  | 32 | 14 | 3  | 15 | 53 | 50 | +3   |
| 6.   | NK Slaven Belupo    | 45  | 32 | 12 | 9  | 11 | 37 | 41 | -4   |

| Légende : Qualifications et relégations | Légende : Qualifications et relégations        |
| --------------------------------------- | ---------------------------------------------- |
|                                         | Qualifié pour la Ligue des champions 2005-2006 |
|                                         | Qualifié pour la Coupe UEFA 2005-2006          |
|                                         | Qualifié pour la Coupe Intertoto 2005          |

#### Poule de relégation
| Rang | Équipe                 | Pts | J  | G  | N  | P  | Bp | Bc | Diff |
| ---- | ---------------------- | --- | -- | -- | -- | -- | -- | -- | ---- |
| 1.   | Dinamo Zagreb          | 47  | 32 | 12 | 11 | 9  | 55 | 37 | +18  |
| 2.   | NK Osijek              | 41  | 32 | 9  | 14 | 9  | 41 | 45 | -4   |
| 3.   | NK Kamen Ingrad Velika | 41  | 32 | 12 | 5  | 15 | 36 | 39 | -3   |
| 4.   | NK Pula 1856 P         | 35  | 32 | 7  | 14 | 11 | 28 | 31 | -3   |
| 5.   | NK Medimurje Cakovec P | 33  | 32 | 9  | 6  | 17 | 29 | 52 | -23  |
| 6.   | NK Zadar               | 32  | 32 | 10 | 2  | 20 | 36 | 70 | -34  |

| Légende : Qualifications et relégations | Légende : Qualifications et relégations          |
| --------------------------------------- | ------------------------------------------------ |
|                                         | Participation au barrage de promotion-relégation |
|                                         | Relégation en deuxième division                  |

#### Barrage de promotion-relégation
| Équipe 1                  | Résultat | Équipe 2        | Aller | Retour |
| ------------------------- | -------- | --------------- | ----- | ------ |
| NK Medimurje Cakovec (D1) | 3 - 3    | NK Novalja (D2) | 2 - 0 | 1 - 1  |

- Le NK Novalja reste en D2 tandis que le NK Medimurje Cakovec se maintient en première division.

## Bilan de la saison
| Tableau d'Honneur                  |              |
| Compétition                        | Vainqueur    |
| Championnat de Croatie de football | Hajduk Split |
| Coupe de Croatie de football       | NK Rijeka    |

| Qualifications européennes 2004-2005 |                                      |
| Ligue des champions 2005-2006        | Qualifié                             |
| 2e tour préliminaire                 | Hajduk Split                         |
| Coupe UEFA 2005-2006                 | Qualifiés                            |
| 2e tour préliminaire                 | NK Rijeka NK Inter Zapresic          |
| Coupe Intertoto 2005                 | Qualifiés                            |
| 1er tour                             | NK Varteks Varazdin NK Slaven Belupo |

| Promotions et relégations |             |
| Relégués en 2e division   | NK Zadar    |
| Promus en Prva HNL        | HNK Cibalia |